# Меден рудник (жилищен комплекс)
„Меден рудник“ е най-големият жилищен комплекс на град Бургас с 27 000 жители според преброяването от 2021 г.  На 1 януари 1976 г. село Меден рудник с население 6500 души е обявено за квартал на Бургас, въпреки че е отдалечено на 8 km от центъра на града (пл. „Тройката“). Старото име на селото е „Кара баир“ (на бълг. Черен хълм). През 1931 година село Кара баир е преименувано на Рудник, а през 1934 г. на Меден рудник.

## История

### Тракийска резиденция и светилище на Аполон Карнесос
На връх Шилото, над днешния квартал, се е намирала тракийска владетелска резиденция със светилище на Аполон Карсенос. Археологически разкопки свидетелстват за поселение през цялата Античност (ранножелязна, класическа, елинистическа и римска епоха). Резиденцията е локализирана на самия връх, който е най-високото място на ниската планина Черни връх, разполагаща се между Бургаското, Мандренското езеро и Черно море. От това място се наблюдават трите Бургаски езера и Бургаският залив до Созопол в югоизточна посока, а на север – до Стара планина. Доминиращата позиция на тази тракийска владетелска резиденция-светилище обхваща внушителна територия: на север до Стара планина, в чието подножие е полисът Месамбрия, на юг/югоизток до началото на Странджа планина, представено с Медни рид, на чието крайбрежие е полисът Аполония, а на изток Черно море.
При разкопки са открити сребърни монети на одриския цар Котис I (383/382 – 360/359 г. пр. Хр.), много бронзови монети на Аполония, като специално се отбелязва съкровището от 120 сребърни аполонийски драхми от първата половина на IV век пр.н.е., една бронзова монета на Месамбрия от втората половина на II в. и една бронзова монета на тракийския цар Мостис (ок. 125 – 86 г. пр. Хр.). Тези нумизматични данни потвърждават тезата за активно функциониращ одриски владетелски център.
Връзките на одриски династии от този район с елински градове се потвърждават и от епиграфските паметници. В днешния бургаски квартал Победа, където в местността Сладки кладенци през античността се е намирало едно от тракийските морски тържища, е намерен надпис на старогръцки от средата на III век пр. Хр., в който се казва, че Райскупорис, син на царя Котис, който е изпратен от баща си като заложник, след изтичане на заложничеството останал в града...
Тези, както и други епиграфски паметници, потвърждават принадлежността на района на Бургас в Древността към Одриската царска династия. В този район е и владяното от траките светилище на Трите нимфи с горещите минерални извори, който укрепен става по-късно известен като Акве Калиде, където са открити бронзови монети на одриския цар Хебризелм (387/386 – 383/382 пр. Хр.).

### Нова история
Както и други квартали на Бургас (Сарафово, Крайморие), така и новата история на Меден рудник е тясно свързана с Тракийския въпрос. Първите 10 – 15 семейства тракийски бежанци от Беломорска Тракия се заселват именно тук през 1913 година край чешмата Кьор Исмаилица, територията е обхващала обширни пасища на заможни бургаски скотовъдци и общинска земя. Властите на няколко пъти са гонили и разваляли колибите на бежанците.
През 1920 година бургаската община отстъпва земя, разположена близко до Карабаирската мина (намирала се е в Боровата горичка), и узаконява село Кара баир. През 1931 година село Кара баир е преименувано на Рудник, а през 1934 година получава сегашното си име Меден рудник.
През 1976 г. село Меден рудник е обявено за квартал на Бургас. От 1976 година с колективизацията на селското стопанство през комунизма до селото се построяват панелни блокове, но предишното село се запазва и преобразува в един от микрорайоните на квартала. В следващите години населението нараства с над 10 000 души, като по-голямата част са преселници от близката Странджа планина.

## Кварталът днес
Меден рудник има 4 училища: „Константин Петканов“, „Елин Пелин“, „Найден Геров“ и „Петко Росен", също така и Професионална гимназия по компютърно програмиране и иновации (Бивша Професионална техническа гимназия). Комплексът е разделен на 5 жилищни зони (А, Б, В, Г, Д). В новоизградената зона Д, по която усилено се строят модерни високоетажни кооперации, се намира и Sunny Hill – комплекс от затворен тип.
Меден рудник разполага с няколко хипермаркета, множество супермаркети, барове и други развлекателни заведения и търговски центрове. На входа на комплекса е изграден бизнес център. Тук има два парка – „Боровата горичка“ и „Меден рудник“, както и новата спортна зала „Никола Станчев“. През комплекса минава шосето до град Средец – бул. „Захари Стоянов“, по чието продължение е изградена велоалея. В комплекса, в зона A се намира Многопрофилна болница за активно лечение „Бургасмед“ - МБАЛ „Бургасмед“ (до края на 2018 г. - МБАЛ ,,Черноморска"), разполагаща с 15 отделения и 2 клинико-диагностични лаборатории. Има проект за ново спортно училище. В Меден рудник е изградена обществена трапезария за социално уязвими граждани.
През 2008 г. започва разширяването на пречиствателната станция и свързването на зона „Д“ към нея, което приключва през март 2010. От 1 март 2010 г. общинска дирекция „Местни приходи от данъци, такси и реклама“ откри своя каса в кв. „Меден рудник“.

## Транспортни връзки
Жилищен комплекс „Меден рудник“ има редовен транспорт до центъра на града, както и до кварталите Изгрев (жилищен комплекс на Бургас) и Петко Славейков (жилищен комплекс). Комплексът се обслужва от 4 бързи терминални автобусни линии (Б1, Б2, Б11 и Б12), 5 автобусни линии (9, 9А, 9Б, Б0 и 17А), 2 тролейбусни линии (Т1 и Т2), както и 1 нощна линия - Н. Автобус пътува и за Елхово, той преминава през село Голямо Крушево и Болярово.

## Религия
През 2007 година е открит параклис „Свети великомъченик Димитър“.
В близост до жилищния комплекс се намира манастирски комплекс „Света Богородица“.

### Св. Николай Чудотворец
През 2008 година до РУМ Резвая започна строителството на храмовия комплекс „Св. Николай Чудотворец“, който ще включва трикорабна базилика от 527 m² застроена площ, 144 m² за офиси, библиотека и читалня, 240 m² за кухня и трапезария за социално слаби и спални за поклонници, както и 165 m² за кабинети по вероучение и жилище за свещеника. Цената на строежа е от 2 до 4 млн. лв., като се финансира от община Бургас, Министерски съвет и частни дарения. Теренът, около 3600 m², върху който се строи „Св. Николай Чудотворец“, е дарение от държавата и прехвърлен безвъзмездно в собственост на църковното му настоятелство на 2 февруари 2006 г.

## Образование
В ж.к. Меден рудник се намират 2 средни училища, 2 основни и 1 гимназия.
Основните училища са „Найден Геров“ и „Елин Пелин“. ОУ „Найден Геров“ се намира в зона В на ул. „Въстаническа“ 36, а ОУ „Елин Пелин“ – в зона А в близост до магазин „Екватор“.
Средните училища са СОУ „Петко Росен“ и СУ „Константин Петканов“. СОУ „Петко Росен“ се намира точно срещу стария „Медицински център 3“ в зона А, а СУ „Константин Петканов“ – в зона Б до спортния комплекс. Професионална техническа гимназия до 2018 г. От 2018 г. сградата на старата Техническа гимназия се реновира и е създадена Професионална гимназия по компютърно програмиране и иновации (ПГКПИ).

## Други
Заради високото разположение и гъстото застрояване на комплекса с блокове от 8 етажа, бургазлии използват названието „Манхатън“. Когато искат да подчертаят своето жителство, кореняците, тоест тези, на които и родителите им са родени в Меден рудник, казват: Аз съм от Кара баир (старото име на село Меден рудник). От двата хълма – „Шилото“ и „Черни връх“ – разположени близо до комплекса, се разкрива панорама към Бургаския залив и езерата Мандра и Вая.